# Wikipedia en alemán
La Wikipedia en alemán es la edición en alemán de la enciclopedia libre Wikipedia. Comenzada en marzo de 2001, esta versión alcanzó la cifra de 700 000 artículos el 30 de enero de 2008, 800 000 artículos el 6 de septiembre de 2008, 1 000 000 de artículos el 27 de diciembre de 2009, 1 500 000 de artículos el 17 de noviembre de 2012, 2 000 000 de artículos el 20 de noviembre de 2016,   2 500 000 de artículos el 14 de noviembre de 2020, 3 000 000 de artículos el 25 de marzo de 2025.

## Tamaño
Esta versión de la enciclopedia contiene actualmente la cifra de 3 001 213 artículos; tiene 4 548 640 usuarios, de los cuales 17 893 son activos. Aunque solo tiene poco menos de la mitad de los artículos de la Wikipedia en inglés, se trata de la tercera Wikipedia más grande.

## Impacto social
En septiembre de 2004, la Wikipedia en alemán fue analizada en una comparativa junto a la Brockhaus Multimedia y la edición en alemán de Microsoft Encarta por c't, una respetada revista de informática. En una escala de 0 a 5, la Wikipedia 'ganó' con una puntuación total de 3,4.
Unas semanas más tarde, el semanario Die Zeit comparó también el contenido de Wikipedia con otros trabajos de referencia y llegó a la conclusión de que Wikipedia tan solo tiene que "compartir su posición de liderazgo en el campo de las ciencias naturales".
En enero de 2005 Google Zeitgeist anunció que "Wikipedia" era la 8.ª consulta más buscada en Google.de, situada tras tsunami, George Bush, Firefox, Schnappi, Rudolph Moshammer, Saturn y Angelina Jolie. En febrero de 2005 Wikipedia alcanzó la tercera posición, solo por detrás de Firefox y el día de San Valentín.

## Características propias
La Wikipedia en alemán y la Wikipedia en español tienen los siguientes rasgos similares:
- Artículos sobre temas claramente relevantes pueden ser borrados si se consideran excesivamente cortos.
- No contiene esbozos de pequeñas poblaciones generados automáticamente por bots.
- El 28 de diciembre de 2005 Wikipedia en alemán decidió dejar de categorizar y marcar esbozos (artículos muy cortos), y se eliminó la categoría de esbozos (y su correspondiente plantilla que identificaba los artículos como esbozos).

En cambio, se diferencia en los siguientes aspectos:
- En la Wikipedia en alemán la decisión de expulsar a un wikipedista se toma por votación pública, requiriendo una mayoría de dos tercios.
- Muchos artículos polémicos son protegidos durante meses, impidiendo su edición. A 14 de septiembre de 2005, había 253 páginas protegidas, frente a las poco más de una docena habituales en la versión en español.
- Las categorías son en singular, y describen una única característica. Así, una escritora francesa no estaría en una categoría «escritoras francesas», sino en tres: «escritor», «mujer», y «francés».
- Se utiliza un sistema especial de marcado de artículos biográficos, denominado «Personendaten», que hace muy fácil el tratamiento informático de datos sobre biografías, facilitando búsquedas y estadísticas.
- Existe una página, «Auftragsarbeiten», donde cualquiera puede ofrecer una recompensa por completar tareas relacionadas con Wikipedia.

## Wikimedia Deutschland
Los wikipedistas alemanes fueron los primeros en formar una rama local (chapter) de Wikimedia fuera de Estados Unidos. Wikimedia Deutschland fue constituida como Eingetragener Verein (e. V.) («asociación registrada») el 13 de junio de 2004. Esta rama local organizó varias presentaciones de Wikipedia, entre otras en la feria informática Cebit de 2005, la Systems de Múnich en 2005 y la Feria del libro de Leipzig de 2005. Es, con diferencia, el mayor de los capítulos locales de Wikimedia a fecha de 2017. En el año fiscal 2019 tuvo un presupuesto aprobado de cerca de 19 millones de euros y tenía más de 70 000 miembros (enero de 2019), membresía que en los años más recientes ha ido ascendiendo rápidamente.

## Versiones fuera de Internet
Wikipedia en alemán ha sido la pionera en sacar versiones de su enciclopedia fuera de la web.

### CD de noviembre de 2004
En noviembre de 2004, Directmedia Publishing GmbH comenzó a distribuir un CD-ROM que contenía la Wikipedia en alemán. Unos 40 000 CD fueron enviados a clientes registrados de Directmedia, por un precio de 3 euros por CD. El archivo .iso fue distribuido mediante eMule y BitTorrent y en diciembre, la revista informática CHIP repartió el archivo en el DVD de su número mensual. Directmedia lanzó un DVD el 6 de abril de 2005.
El programa informático utilizado para visualizar y hacer búsquedas en la enciclopedia, llamado Digibib, fue desarrollado por la propia Directmedia, y funcionaba únicamente bajo Windows y Mac OS X (posteriormente, también en Linux). Se pueden ver algunas capturas en  y . Los artículos de Wikipedia fueron convertidos a XML para su uso por Digibib.
Para generar los contenidos del CD, se hizo un volcado de la Wikipedia que se copió a un servidor aparte, donde un equipo de setenta wikipedistas cribaron el material, borrando artículos absurdos y violaciones de copyright obvias. Los artículos problemáticos fueron puestos en una lista especial para su posterior revisión. La versión final del CD contenía 132 000 artículos y 1200 imágenes.
Los materiales de Wikipedia se publicaron bajo la licencia GFDL, mientras que las versiones para Windows y Mac OS de Digibib solo podían copiarse para uso no comercial, a diferencia de la de Linux, que fue distribuida bajo GPL.

### CD+DVD de abril de 2005
El 6 de abril de 2005 Directmedia publicó una nueva versión de Wikipedia, compuesta por un DVD de 2,7 GB y un CDROM autoarrancable, que contenía una versión de GNU/Linux que incluía el conocido navegador (browser) Firefox. El CD solo contenía una parte de los datos, y fue incluido para los usuarios que carecieran de un lector de DVD. El DVD usaba Digibib; todo su contenido podía ser instalado en disco duro. Además, el DVD contenía versiones de los artículos en formato HTML, Mobipocket y TomeRaider.
Para esta versión se desarrolló el sistema de metadatos Personendaten, con el fin de almacenar ciertos datos biográficos (nombre, fecha y lugar de nacimiento, etc.). El objetivo era apoyar al sistema de búsqueda del DVD. Para ello, se agregó esta información a 35.000 artículos biográficos de la versión en línea, apoyándose en una herramienta semiautomática. 
El proceso de criba fue similar al de la versión en CD. Se desarrolló en una versión en un servidor aparte durante alrededor de una semana, involucrando a 33 wikipedistas, que se comunicaban por IRC. Para prevenir la duplicación del trabajo, los editores iban protegiendo los artículos contra modificaciones a medida que los iban revisando; los enlaces a artículos ya protegidos se mostraban en verde. Previamente, se habían elaborado listas de artículos potencialmente espameados o vandalizados por medio de consultas SQL. Los artículos inaceptables fueron borrados directamente nada más ser detectados. A diferencia de la vez anterior, en la que los archivos XML definitivos habían sido generados desde HTML, esta vez se utilizó un script que convirtió directamente el código wiki al formato propio de Digibib. El DVD definitivo contenía 205 000 artículos, cada uno de los cuales enlazaba a la lista de colaboradores que lo habían elaborado.
Directmedia vendió 30 000 DVD, a 9.90 euros la unidad; este precio incluía un 16 % de IVA y una donación de un euro a Wikimedia Deutschland; los costes de producción fueron de alrededor de 2 euros. También se podía descargar gratuitamente una imagen del DVD.
Tras el éxito de ventas del DVD, Directmedia donó imágenes de alta resolución de 10 000 pinturas de dominio público para su uso en Wikimedia Commons.

### DVD+libro de diciembre de 2005
La siguiente edición de Directmedia fue en diciembre de 2005, consistiendo en un libro de 139 páginas explicando Wikipedia, su historia y sus políticas, acompañado por un DVD de 7.5 GB que contenía 300 000 artículos y 100 000 imágenes. Se vendió a un precio de 9,90 euros, y ambos pueden descargarse gratuitamente. 
Esta vez el cribado ya no fue hecho por humanos. Se elaboró una "lista blanca" de wikipedistas de confianza, se examinaron los últimos 10 días del historial de cada artículo, y se tomó la última versión editada por un wikipedista en la lista blanca para el DVD. Si no existía tal versión, se usaba la última versión con más de 10 días de antigüedad. Se rechazaron los artículos marcados para limpieza o borrado.

### La serie impresa Wikipress
Un libro sobre Wikipedia fue el primero en la serie titulada Wikipress. Cada uno de estos libros, publicados por la compañía hermana de Direcmedia Zenodot, consistía en una colección de artículos de Wikipedia sobre un mismo tema, seleccionados y editados por "wikipeditores", que podían recibir compensaciones de Directmedia. Actualmente se planean libros de Wikipress sobre los premios Nobel de la Paz, la Antártida, el Sistema Solar y otros temas. 
Cada libro de Wikipress contiene en su interior una "tarjeta de edición", una tarjeta postal que los lectores pueden enviar para sugerir modificaciones de los contenidos del libro.

### Edición impresa
La editorial Zenodot anunció en enero de 2006 su intención de publicar Wikipedia en alemán completa en 100 volúmenes de 800 páginas, empezando en octubre de 2006 por la letra A, y continuando con dos volúmenes cada mes, hasta acabar con la Z en 2010. El proyecto, cuyo nombre provisional fue WP 1.0, sería apoyado por 25 editores contratados por Zenodot, así como un comité científico asesor. Los cambios que se hicieran a los artículos antes de su publicación estarían siempre disponibles para su incorporación a la versión en línea.
En marzo de 2006, Zenodot organizó un "día de la comunidad", para reunirse con wikipedistas y discutir el proyecto. En aquel momento ya había algunos grupos de wikipedistas mejorando artículos entre Aa y Af en temas seleccionados. A finales de marzo se anunció que el proyecto se había paralizado, y que no se publicaría ningún tomo en 2006; esto se justificó por falta de apoyo de la comunidad.

## Hitos
- 12 de mayo de 2001: primer artículo llamado Polymerase-Kettenreaktion
- 24 de enero de 2003: 10 000 artículos.
- 4 de julio de 2003: 20 000 artículos.
- 8 de febrero de 2004: 50 000 artículos.
- 13 de junio de 2004: 100 000 artículos.
- 15 de febrero de 2005: 200 000 artículos.
- 7 de octubre de 2005: 300 000 artículos.
- 18 de mayo de 2006: 400 000 artículos.
- 23 de noviembre de 2006: 500 000 artículos.
- 18 de junio de 2007: 600 000 artículos.
- 30 de enero de 2008: 700 000 artículos.
- 6 de septiembre de 2008: 800 000 artículos.
- 27 de diciembre de 2009: 1 000 000 de artículos de:Wikipedia:Eine-Million-Artikel-Seite.
- 17 de noviembre de 2012: 1 500 000 artículos
- 20 de noviembre de 2016: 2 000 000 de artículos.
- 14 de noviembre de 2020: 2 500 000 de artículos.
- 25 de marzo de 2025: 3 000 000 de artículos.

## Polémicas

### La prensa plagia a Wikipedia en alemán
En marzo de 2005, la revista política alemana Der Spiegel publicó un artículo sobre el genocidio de Ruanda en su versión en línea, que resultó haber sido copiado de un artículo de Wikipedia. La revista retiró pronto el artículo y pidió perdón por el incidente.
En abril de 2005, la enciclopedia Brockhaus publicó un artículo sobre el nuevo papa Benedicto XVI en su versión en línea, que resultó ser muy similar al correspondiente artículo en Wikipedia. Esto hizo sospechar de un plagio, y el artículo fue prontamente retirado, a pesar de lo cual Brockhaus nunca admitió ninguna culpabilidad.

### Violación masiva de derechos de autor (2003-2005)
A mediados de noviembre de 2005, se descubrió que un usuario anónimo (es decir, no registrado) había estado introduciendo cientos de artículos sacados de viejas enciclopedias, publicadas en los años 70 y 80 en Alemania del Este, desde sus comienzos en diciembre de 2003. Los artículos eran principalmente sobre temas filosóficos y similares. 
Se realizó un comunicado de prensa, y un gran número de editores del proyecto empezaron a eliminar el material ilegal. Esta labor fue difícil, ya que las viejas enciclopedias no estaban disponibles en Internet, ni eran fáciles de conseguir a través de librerías alemanas. Además, el usuario, que solo podía ser identificado por su dirección IP, había utilizado un gran número de direcciones IP distintas en sus ediciones. Esto obligó además a actualizar el DVD de Directmedia.

### La presunta muerte de Bertrand Meyer
El 24 de diciembre de 2005 un usuario anónimo anunció en su biografía la muerte del conocido informático Bertrand Meyer, creador del lenguaje Eiffel. El engaño fue descubierto cinco días más tarde por el Heise News Ticker, siendo el artículo inmediatamente corregido. La noticia fue recogida por importantes medios de comunicación alemanes y suizos. El propio Meyer escribió un artículo que retrataba positivamente a Wikipedia, y concluía diciendo: "El sistema sucumbió a uno de sus potenciales puntos débiles, y se curó rápidamente a sí mismo. Esto no afecta al conjunto. Al igual que los rumores sobre mí, los rumores sobre la caída de Wikipedia han sido burdamente exagerados".

### Nombre real del usuario Tron
En 2006, Wikimedia Deutschland fue demandada por los padres del fallecido hacker alemán Tron. Los padres no querían que el nombre real de su hijo fuera mencionado públicamente, y en diciembre de 2005 obtuvieron un mandamiento judicial en Berlín contra la Fundación Wikimedia estadounidense, exigiendo la retirada del nombre del hacker de Wikipedia. El nombre no fue retirado. El 19 de junio de 2006 obtuvieron un segundo mandamiento judicial, esta vez contra Wikimedia Deutschland, prohibiéndoles la redirección del dominio www.wikipedia.de (bajo control de Wikimedia Deutschland) a Wikipedia en alemán (de.wikipedia.org), en tanto continuara mencionando el nombre del difunto. Wikimedia Deutschland cumplió el mandato, reemplazando la redirección por una nota explicativa, sin mencionar específicamente el caso. A pesar de ello, Wikipedia en alemán siempre estuvo disponible a través del dominio estadounidense de.wikipedia.org. Un día después, Wikimedia Deutschland logró la suspensión del mandato, y volvió a utilizar el dominio. El 9 de febrero, el juzgado invalidó el mandato, dictaminando que ni los derechos del difunto ni los de sus padres se veían afectados por la publicación del nombre. La apelación posterior, resuelta el 12 de mayo, fracasó.